# .ml
.ml là tên miền quốc gia cấp cao nhất (ccTLD) của Mali.

## Lịch sử
Tên miền này ban đầu được quản lý bởi Sotelma, một công ty viễn thông của Mali. Sau khi Sotelma được tư nhân hóa vào năm 2009, tên miền .ml đã được IANA chuyển giao lại cho Agence des Technologies de l’Information et de la Communication (AGETIC), một cơ quan chính phủ của Mali, và quá trình này hoàn tất vào năm 2013. Sau đó, cơ quan này thông báo rằng họ sẽ cung cấp miễn phí các tên miền .ml thông qua quan hệ đối tác với Freenom nhằm mục đích cải thiện việc sử dụng và kiến thức về ngành CNTT tại Mali. Đây là quốc gia châu Phi đầu tiên bắt đầu cung cấp miễn phí các tên miền. Hợp đồng mười năm với Freenom đã hết hạn vào ngày 17 tháng 7 năm 2023. Kể từ đó, sổ đăng ký được chính AGETIC điều hành và ưu đãi tên miền miễn phí đã bị ngừng. Tất cả các tên miền .ml Freenom trả phí đã được di chuyển sang hệ thống mới.

## Các tên miền cấp 2
Có thể đăng ký ở cấp độ thứ hai và cấp độ thứ ba theo những tên sau:
- .com.ml: doanh nghiệp
- .net.ml: Nhà cung cấp Internet
- .org.ml: Hiệp hội (phải có đăng ký); các tổ chức quốc tế được phép, nhưng phải đăng ký với cơ quan địa phương
- .edu.ml: Trường trong nước
- .gov.ml: Tổ chức chính phủ
- .presse.ml: Thông tấn trong nước[5]

Tên miền có từ một đến ba ký tự được coi là tên miền cao cấp với giá cao hơn.

## Email quân sự
Nhân viên của Lực lượng vũ trang Mỹ thường xuyên viết sai chính tả email—có đuôi .mil TLD—bằng .ml. Năm 2013, doanh nhân internet người Hà Lan Johannes Zuurbier đã tiếp quản TLD .ml. Ông đã cố gắng liên hệ với chính phủ Hoa Kỳ về thông tin mật được gửi đến army.ml và navy.ml vào năm 2014 thông qua các nhà ngoại giao Hà Lan. Nội dung của các email này bao gồm danh sách phi hành đoàn và nhân viên, bản đồ và ảnh các cơ sở, báo cáo kiểm tra của hải quân và mật khẩu. Các email được gửi đến TLD .ml bao gồm hành trình công tác của tham mưu trưởng James McConville trong chuyến đi đến Indonesia vào năm 2023, thông tin về các nỗ lực của Đảng Công nhân người Kurd tại Hoa Kỳ và các tài liệu của Bộ Quốc phòng Úc nêu chi tiết các vấn đề liên quan đến máy bay F-35 của Úc . Vào ngày 17 tháng 7 năm 2023, hợp đồng của Zuurbier hết hạn và quyền kiểm soát được trao trả lại cho chính phủ Mali.